# Hawthorne, CA
Hawthorne, CA es un álbum doble de compilación del grupo estadounidense The Beach Boys publicado en 2001, con canciones y material inédito que cubre desde sus comienzos, hasta le época de "Sail On, Sailor" de 1972.

## Características
Esta peculiar edición tiene canciones como "Salt Lake City" y "Can't Wait Too Long", en mono, estéreo y hasta en versión a capella, muchas de estas versiones son nuevas, mientras que algunas ya habían aparecido en algún álbum de compilación pirata, o también habían aparecido en alguna de las reediciones publicadas en la década de 1990, pero que pasaron desapercibidas. Este álbum dura casi dos horas, las cuales son de sesiones o de distintas versiones de canciones. También hay algunas canciones inéditas como "Lonely Days" de la época de Wild Honey y "A Time to Live in Dreams" de Dennis Wilson de 1968. También hay una versión en vivo de "Shut Down". Este álbum tiene demos de "Surfin' USA" y "Little Deuce Coupe".

## Lista de canciones

### Disco 1
1. "Mike Love introduce Surfin'" – 0:48
2. "3701 West 119th Street, Hawthorne, California: The Surfin' Rehearsal (Brian Wilson/Mike Love) – 2:40
3. "Happy Birthday Four Freshman" (in-edito) – 0:56
4. "Mike On Brian's Harmonies" – 0:45
5. "Their Hearts Were Full Of Spring" – 2:31
  - Ensayo para el concierto de Hawaii, del 25 de agosto de 1967
6. "Surfin' USA" (demo) (Brian Wilson/Chuck Berry) – 2:03
7. "Surfin' USA" (pista de apoyo) (Brian Wilson/Chuck Berry) – 2:35
8. "Carl Wilson Radio Promo" – 0:15
9. "Shut Down" (en vivo) (Brian Wilson/Roger Christian) – 1:56
  - Grabado en Chicago el 26 de marzo de 1965 aún con Brian Wilson
10. "Little Deuce Coupe" (demo) (Brian Wilson/Roger Christian) – 1:51
11. "Murry Wilson Directs A Radio Promo" – 0:25
12. "Fun, Fun, Fun" (pista de apoyo) (Brian Wilson/Mike Love) – 2:26
13. "Brian's Message to 'Rog' - Take 22" – 0:29
14. "Dance, Dance, Dance" (remix en estéreo) (Brian Wilson/Carl Wilson/Mike Love) – 2:05
15. "Kiss Me, Baby" (remix en acapela) (Brian Wilson/Mike Love) -
16. "Good to My Baby" (pista de apoyo) (Brian Wilson/Mike Love) – 2:32
17. "Chuck Britz On Brian In The Studio" – 0:21
18. "Salt Lake City" (Brian Wilson/Mike Love) – 1:49
19. "Salt Lake City" (remix en estéreo) (Brian Wilson/Mike Love) – 2:08
20. "Wish That He Could Stay" (extracto de sesión) (Brian Wilson/Mike Love) – 1:12
21. "And Your Dream Comes True" (remix en estéreo) (Brian Wilson/Mike Love) – 1:06
22. "Carol K Session Highlights" – 2:12
23. "The Little Girl I Once Knew" (versión alternativa) (Brian Wilson) – 2:33
24. "Alan y Dennis introducen a 'Barbara Ann' " – 0:29
25. "Barbara Ann" (extracto de sesión) (Fred Fassert) – 2:52
26. "Barbara Ann" (sesión máster de Party) (Fred Fassert) – 3:08
27. "Mike en The Everly Brothers" – 0:22
28. "Devoted To You" (Bryant) – 2:19
29. "Dennis Thanks Everybody/In the Back of My Mind" (Brian Wilson/Mike Love) – 2:25
  - Incluye un fragmento oculto de The Beach Boys cantando un breve tributo a la emisora de radio KFWB en concierto

### Disco 2
1. "Can't Wait Too Long" (mix a a capela) (Brian Wilson) – 0:50
2. "Dennis Introduces Carl" – 0:43
3. "Good Vibrations" (secciones de pista en estéreo) (Brian Wilson/Mike Love) – 3:13
4. "Good Vibrations" (ensayo de concierto) (Brian Wilson/Mike Love) – 4:09
  - Grabado en Hawaii el 25 de agosto de 1967
5. "Heroes and Villains" (versión en estéreo de sencillo) (Brian Wilson/Van Dyke Parks) – 3:40
6. "Vegetables" (promo - instrumental) (Brian Wilson/Van Dyke Parks) – 0:56
7. "Vegetables" (mix en estéreo) (Brian Wilson/Van Dyke Parks) – 3:01
8. "You're With Me Tonight" (Brian Wilson) – 0:49
9. "Lonely Days" (no se sabe) – 0:49
10. "Bruce en Wild Honey" – 0:14
11. "Let the Wind Blow" (remix en estéreo) (Brian Wilson/Mike Love) – 2:35
12. "I Went to Sleep" (mezcla de coro acappela) (Brian Wilson/Carl Wilson) – 1:35
13. "Time to Get Alone" (versión distinta) (Brian Wilson) – 3:39
14. "Alan And Brian Talk About Dennis" – 0:19
15. "A Time to Live in Dreams" (Dennis Wilson/Stephen Kalinich) – 1:50
16. "Be With Me" (pista de apoyo) (Dennis Wilson) – 3:17
17. "Dennis introduce 'Cotton Fields'" – 0:10
18. "Cottonfields (The Cotton Song)" (versión de sencillo en estéreo) (Huddie Ledbetter) – 3:15
19. "Alan y Carl en 'Break Away'" – 0:21
20. "Break Away" (versión alternativa) (Brian Wilson/Reggie Dunbar) – 3:12
  - "Reggie Dunbar" es un seudónimo para Murry Wilson
21. "Add Some Music to Your Day" (mix de coro acappela) (Brian Wilson/Mike Love/Joe Knott) – 3:29
22. "Dennis Wilson" – 0:27
23. "Forever" (una mezcla de coro a cappela) (Dennis Wilson/Gregg Jakobson) – 2:51
24. "Sail On, Sailor" (pista de apoyo) (Brian Wilson/Van Dyke Parks/Tandyn Almer/Ray Kennedy/Jack Rieley) – 3:16
25. "Old Man River" (sección vocal) (Kern/Hammerstein II) – 1:20
26. "Carl Wilson" – 0:39
27. "The Lord's Prayer" (mix en estéreo) (Malotte) – 2:33
28. "Carl Wilson - Coda" – 2:28
  - Incluye un extracto ocultado de voz de fondo de "Heroes and Villains"